# 日本航空輸送研究所

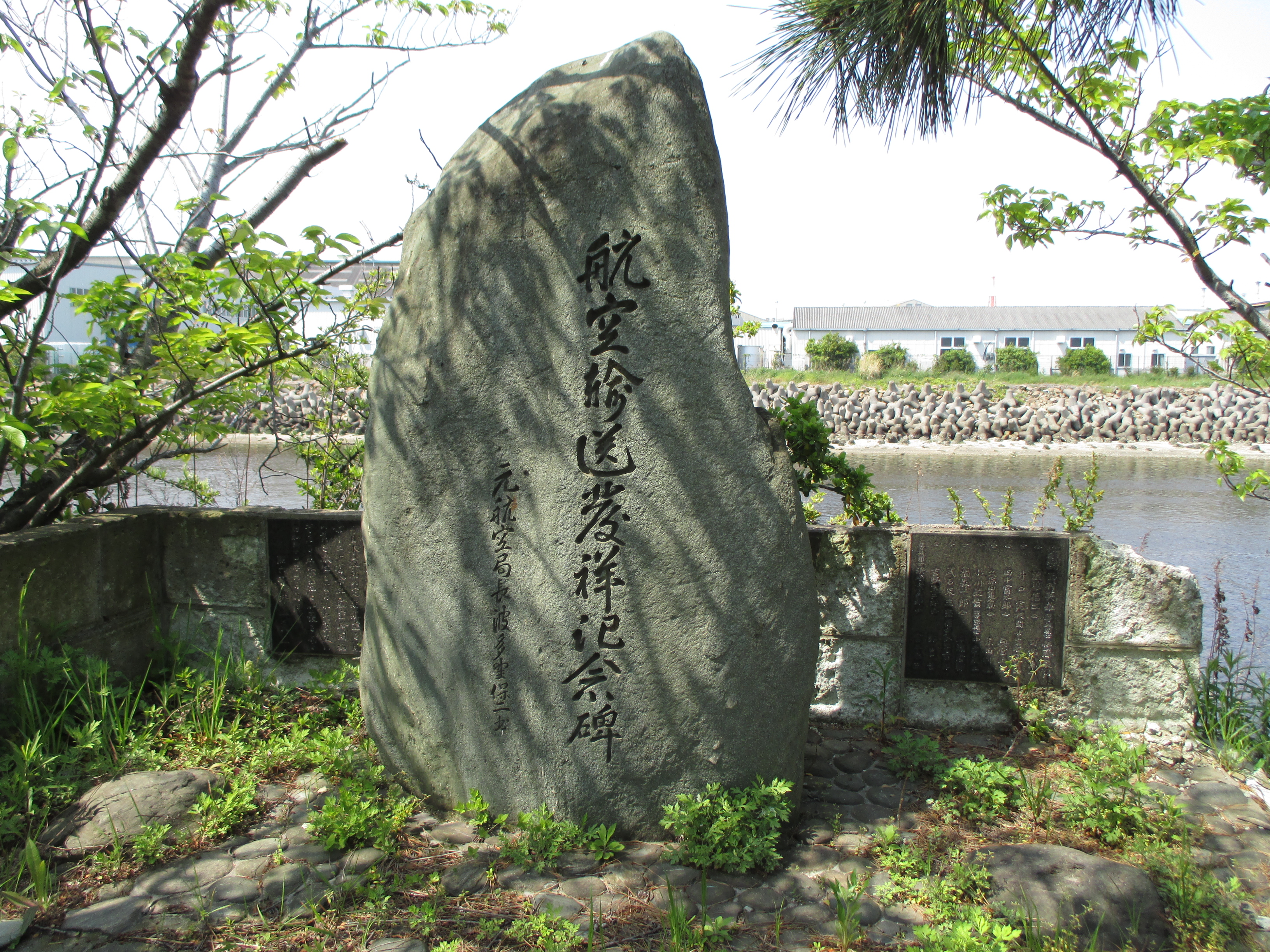
堺市堺区出島西町の大浜水上飛行場跡にあった航空輸送発祥記念碑、1959年立。

日本航空輸送研究所（にほんこうくうゆそうけんきゅうしょ）は1922年(大正11年)6月4日に設立された日本の民間航空会社である。堺市の大浜水上飛行場を拠点に、郵便･貨物･旅客の定期航空路線を運航した。チャーター便やエアタクシー事業も行った。路線は、堺‐小松島、堺‐高松‐松山、堺‐大分、堺‐白浜などである。後に拠点を大阪市大正区の木津川河口付近に移し、大阪‐別府間の路線などを開設した。1939年(昭和14年)10月31日に業務を停止した。
徳島県出身のタクシー会社経営者の井上長一が設立した。大日本帝国海軍から操縦者の紹介を受け、払い下げられた横廠式イ号甲型水上練習機、一四式水上偵察機、愛知AB-4飛行艇、スーパーマリン サザンプトンなどを運用した。国策会社である大日本航空の設立により、日本航空輸送研究所は1939年(昭和14年)10月31日に業務を停止した。戦後、井上元社長は関西汽船と共に極東航空を立ち上げ、これが日本ヘリコプター輸送と合併して全日本空輸となった。
跡地は出島漁港と堺出島ヨットハーバーに姿を変え、漁港奥手に航空輸送発祥記念碑がある。格納庫跡には堺市消防局本庁舎が建っている。